# Lagererzwespe
Die Lagererzwespe (Lariophagus distinguendus) ist ein Hautflügler aus der Überfamilie der Erzwespen (Chalcidoidea). Die Art ist weltweit weit verbreitet und vermutlich kosmopolitisch verbreitet, wobei ihr dies durch menschliche Verschleppung ermöglicht wurde.

## Beschreibung
Die männlichen Tiere haben eine Körperlänge von durchschnittlich 2,0 Millimetern, die Maximallänge beträgt 2,4 Millimeter. Die Weibchen sind durchschnittlich 3,0 Millimeter lang, mit einer Maximallänge von 3,3 Millimetern. Die Wespen haben einen schwarzen, leicht metallisch glänzenden Körper, der bei Vergrößerung betrachtet einen dunklen, stahlblauen Schimmer aufweist. Die Körperoberfläche ist fein gekörnelt und punktiert, wobei der Hinterleib insbesondere an den Seiten, wo die Beinglieder anliegen, eher glatt poliert erscheint. Das fünfte bis zehnte Glied der Fühler ist bei den Männchen weiter auseinandergezogen, als bei den Weibchen. Außerdem ist der Hinterleib der Männchen oval, kaum breiter und dicker als der Thorax und wird von den zusammengefalteten Flügeln überragt. Bei den Weibchen ist der Hinterleib deutlich größer. Er ist breiter und dicker als der Thorax und ist am Ende in einer Spitze ausgezogen. Die zusammengefalteten Flügel können nicht den ganzen Hinterleib verdecken. Thorax und Metathorax sind schuppig punktiert und tragen kurze, kräftige Haare. Die Beine sind ab den Schenkelringen (Trochanteren) gelblichbraun gefärbt. Der gelblich braune Legebohrer (Ovipositor) der Weibchen entspringt aus einer Rinne an der Bauchseite der Hinterleibsspitze. Die Facettenaugen sind kaum von der schwarzen Grundfarbe abgehoben schwach dunkelbraunrot. Die Fühler und vor allem die distalen Teile der Beine sind kurzborstig, aber dicht behaart.

## Lebensweise
Adulte Tiere ernähren sich vermutlich von Genagsel der Wirtslarven. Die Larven der generalistischen Parasitoiden parasitieren zumindest an den Larven von 11 Käferarten, die im Inneren von Samen oder in Kokons leben. Zu den Wirten zählen unter anderem Kornkäfer (Sitophilus granarius), Maiskäfer (Sitophilus zeamais), Reiskäfer (Sitophilus oryzae), Getreidekapuziner (Rhizopertha dominica) und Tabakkäfer (Lasioderma serricorne), aber auch die Getreidemotte (Sitotroga cerealella) wird befallen.

### Paarung
Vor der Paarung klettert das kleinere Männchen auf dem Rücken des Weibchens möglichst weit nach vorne und versucht mit den Innenseiten seiner weit gespreizten Fühler die Außenseite der Fühler des Weibchens zu peitschen, um das Weibchen zur Paarung zu stimulieren. Wenn die Fühler sich berühren, streift das Männchen seine entlang denen des Weibchens ein Stück nach vorne und tippt mit seiner Fühlerkeule schließlich auf die Fühlerspitzen des Weibchens. Das Auftippen wird drei bis vier Mal wiederholt, bevor die Fühler erneut gepeitscht werden. Ist das Weibchen nach mehreren Durchgängen paarungsbereit muss das Männchen sich am Rücken nach hinten bewegen, um an der Hinterleibsspitze des Weibchens hängend die Kopulation auszuführen. Dabei schlägt das Männchen mit den Flügeln, um das Gleichgewicht zu behalten. Die Paarung dauert nur wenige Sekunden. Danach suchen die Männchen neue Partner, wohingegen sich die Weibchen gegenüber weiteren Paarungsversuchen passiv verhalten.

### Entwicklung
Vor der Eiablage betastet das Weibchen die einzelnen Getreidekörner von allen Seiten mit ihren Fühlern und sucht nach darin befindlichen geeigneten Wirtslarven. Pro Wirtslarve wird nur ein Ei abgelegt. Die Wespenlarve saugt sich nach dem Schlupf an der Wirtslarve fest und saugt an deren Körperflüssigkeiten. Erst nach einiger Zeit wird die Wirtslarve dadurch derart beeinträchtigt, dass sie ihre Aktivität nach und nach einstellt und sich schließlich bräunlich verfärbt, runzelig wird und abstirbt. Die ausgewachsenen, etwa 2,5 bis 3 Millimeter langen, bräunlichen Wespenlarven sind sehr beweglich und verpuppen sich im inneren des Getreidekorns. Nach etwa 10 Tagen schlüpfen die Imagines und fressen sich mit Hilfe ihrer Mandibeln ins Freie.

## Wirtschaftliche Bedeutung
Lagererzwespen werden als Nützlinge gegen Lagerschädlinge (z. B. Kornkäfer) in Getreidespeichern eingesetzt. Bedeutung erlangen sie vor allem im biologischen Landbau. Sie können in Silos Kornkäferlarven bis zu einer Lagertiefe von 4 Metern aufspüren.

## Belege